# Mahadevpatti
Mahadevpatti (en népalais : महादेवपट्टी) est un comité de développement villageois du Népal situé dans le district de Parsa. Au recensement de 2011, il comptait 7 174 habitants.